# Sonntags-Club
Als Sonntags-Club e. V. bezeichnete sich eine Gruppe von Lesben, Schwulen und Bisexuellen, die 1990 vom Berliner Magistrat als Vereinigung anerkannt wurde. Seither hat sich der Sonntags-Club weiterentwickelt, vergrößert und institutionalisiert. Heute ist der Sonntags-Club ein Beratungs-, Informations- und Kommunikations-Zentrum für Lesben, Schwule, Bisexuelle, Transgender und nicht-binäre Personen sowie Intersexuelle mit Räumen in der Greifenhagener Straße in Berlin-Prenzlauer Berg, in dem Angestellte und Ehrenamtliche tätig sind.

## Geschichte
Der Sonntags-Club e. V. versteht sich in der Nachfolge der 1973 gegründeten Homosexuellen Interessengemeinschaft Berlin (HIB), die eine Gruppierung innerhalb der Lesben- und Schwulenbewegung der DDR in den 1970er Jahren bildeten. Im Jahr 1976 wurde der HIB vom Innenministerium die Zulassung als Verein verweigert. Das DDR-Regime begründete die Entscheidung damit, dass die Entkriminalisierung der Homosexualität im Jahre 1968 ausreichend sei, um die Probleme der Homosexuellen anzugehen. In der Folge zogen sich die Lesben aus der HIB zurück und gründeten eine eigene Frauengruppe um Ursula Sillge.
Im „Mittzwanziger-Club“ in der Veteranenstraße in Berlin-Mitte fanden sie 1986 einen Ort für eigene Veranstaltungen, Sonntags im Club. Nach Schließung des Clubs traf man sich weiterhin privat und in wechselnden Gaststätten und Jugendclubs. Da dies wie im „Mittzwanziger-Club“ oft nur sonntags möglich war, setzte sich ab 1987 der Name Sonntags-Club durch. Unter diesem Namen war es möglich, unter Verschweigen von Anliegen und Identität Räume zu bekommen.
Der Sonntags-Club ist deutschlandweit eine der ältesten Institutionen dieser Art.

## Staatliche Anerkennung als Verein
Ende der 1980er öffneten sich Freizeiteinrichtungen Berlins überraschend auch homosexuellen Themen. Die Ursache dessen und die Ereignisketten hierzu sind unzureichend erforscht. Der Sonntags-Club jedenfalls beeinflusste und nutzte diese neue Situation. Er entwickelte niedrigschwellige Veranstaltungsangebote in eher heteronormative Freizeiteinrichtungen und erreichte dadurch bewusst auch Nicht-Homosexuelle. Für die Programmblätter zu den Veranstaltungen konnten sogar auf abenteuerliche Weise Druckgenehmigungen ergattert werden. Die Veranstaltungen hatten auch eine politische Dimension, da in der DDR bis 1989 offizielle Treffpunkte, Zeitschriften und Vereine für Lesben, Schwule oder Trans* verboten waren. Der Sonntags-Club setzte sich auch über ihre Veranstaltungen hinaus für die Rechte Homo- und Bisexueller innerhalb der sozialistischen Gesellschaft ein, zum Beispiel dafür, gleichgeschlechtliche Kontaktanzeigen in Zeitschriften schalten zu dürfen. Auch stand er im Austausch mit anderen Zusammenschlüssen, wie dem 1984 in der Humboldt-Universität gegründeten „Interdisziplinären Arbeitskreis Homosexualität“ oder den „Lesben in der Kirche“. Ab 1987 hielt der Sonntags-Club mit seinem „Postschließfach 229 Berlin 1030“ Kontakt in die gesamte DDR. Ab 1988 fand in einer leerstehenden Wohnung in der Choriner Straße 9 täglich der Sonntags-Club statt. Tag für Tag arbeiteten hier nun Gesprächskreise, Interessengebiete, Arbeitsgruppen und der Clubrat. Ab April 1989, öffnet wöchentlich, donnerstags von 17.00 bis 19.00, der Info-Treff des Sonntags-Clubs in der Choriner Straße. „Auskünfte – Informationen – Beratung – Kartenverkauf“ stand in der Ankündigung. Nach Uneinigkeit über das weitere Vorgehen gingen einige Mitstreiter ab Februar 1989 eigene Wege, nannten sich „Arbeitsgemeinschaft Courage“ und wurden Teil des „Verbunds der Freidenker“. Die anderen bemühten sich weiterhin um staatliche Anerkennung als eigenständige Gruppe und beschlossen am 10. November 1989 eine Vereinsgründung. Am 12. November 1989 unterschrieben Vertreter der Gruppe um Ursula Sillge, Peter Rausch und Lothar Dönitz die Satzung für den „Sonntags-Club - Berliner Vereinigung von lesbischen, schwulen und bisexuellen BürgerInnen“. Am 7. Juli 1990 wurde der Verein vom  Vereinigungsregister des Stadtbezirksgerichts Berlin-Mitte offiziell beurkundet.

## Struktur und Angebote
Die Zeit nach dem Mauerfall, vor der Auflösung der DDR und Wiedervereinigung der beiden Berliner Stadthälften war auch für den Sonntags-Club e. V. von hoher Dynamik geprägt. Seine Vereinsgeschichte mit der Vorläufergruppe HIB und den Veranstaltungen Sonntags im Club war einzigartig im ehemaligen Ostblock und stieß jetzt auf großes nationales wie internationales Interesse. Gleichzeitig wurde von vielen Seiten Professionalität erwartet, die rein ehrenamtlich nicht leistbar war. Ab 1990 gab es vom Berliner Magistrat eine Soforthilfe und im selben Jahr bezog der Sonntags-Club erstmals eigene Räume in der Rhinower Straße 8, nähe Schönhauser Allee. Hier wurde ein Info-Laden eingerichtet und von hier aus wirkte der Sonntags-Club auch in die Nachbarschaft. Nicht nur laut Satzung, auch in der Praxis hatte der Sonntags-Club den Anspruch einer gleichberechtigten gendergerechten Struktur. Am Anfang im Vorstand und in der Projektleitung immer zwei Frauen und zwei Männer. Auch andere geschlechtliche Identitäten waren im Sonntags-Club willkommen und wurden in die Club-Arbeit und -Struktur integriert, was manchmal auch ausgehandelt werden musste. Neben Beratungsangeboten zu Coming-out, Eltern und Partnerschaft, Gruppen für junge Schwule und Lesben, 40 plus und HIV-Aids, der Einrichtung einer Frauenwerkstatt und der Etablierung des Frauenfreitags, gab es seit 1988 einen Gesprächskreis Bisexualität und seit 1990/91 die „TV-TS-Gruppe“, eine Interessengemeinschaft der Transvestiten und Transsexuellen, deren Leiterin und Initiatorin Nadja Schallenberg war. In den Räumen des Sonntags-Clubs fanden auch Treffen anderer Zusammenschlüsse statt. Heute umfasst der Sonntags-Club Angebote für das gesamte LGBTIQA+-Spektrum. In der Beratungsarbeit hat der Sonntags-Club über die Jahre eine Expertise in der psychosozialen Beratung zu transgeschlechtlichen Themen aufgebaut und ist inzwischen zu einer wichtigen und über Berlin hinaus bekannten Anlaufstelle für diese Thematik geworden. Seit Ende 2022 ist der Verein Träger des Projekts "queerhome*", einer Wohnraumberatungsstelle für LSBTIQ+.

## Aktionen und Projekte
Anfang der 1990er richtete der CSD e. V., der den immer größer werdenden nun Gesamtberliner Christopher Street Day organisierte, schon Monate vor dessen Termin im Sonntags-Club sein temporäres Büro ein. Der Sonntags-Club war auf den Eröffnungsveranstaltungen vertreten und hatte Infostände auf den Begleitveranstaltungen. 1991 organisierte der Sonntags-Club im Auftrag der International Lesbian, Gay, Bisexual, Trans and Intersex Association (ILGA) eine erste internationale Queer-Konferenz in Berlin. Seit 2014 engagiert sich der Sonntags-Club im Rahmen von Erasmus+ mit dem individuellen Austausch freiwilliger Praktikanten und Freiwilligen u. a. aus Ungarn, Italien, Polen der Türkei und Slowenien. Im Verlauf erarbeiten die Teilnehmer eigenständige Projekte, welche im Café des Vereins oder aber auf Community-Veranstaltungen wie etwa dem Parkfest Friedrichshain oder dem Lesbisch-schwulen Stadtfest Berlin, wo der Sonntags-Club mit vertreten ist, vorgestellt werden. Die Wohnraumberatung "queerhome*" schafft erstmalig eine Schnittstelle zwischen Antidiskriminierungsarbeit und sozialer Arbeit im Handlungsfeld Wohnen; neben der Beratung macht das Projekt Fortbildungsangebote und vernetzt die beteiligten stadtpolitischen Akteur:innen.

## Der Sonntags-Club e. V., als Berliner Institution
Im Januar 1998 feierte der SC in der Kulturbrauerei Berlin seinen 25. Geburtstag. Unter Verwendung des Filmmaterials von Bodo Amelang wurden von Peter Rausch Film-Clips „25 Jahre Sonntags-Club“ zusammengestellt und gezeigt. Außerdem wurde eine 40-seitige Jubiläumsbroschüre mit dem Titel „Absolut Queer“ herausgegeben, die die 25 Jahre seit Gründung des Sonntags-Clubs Revue passieren lasst.
Bald danach erfolgte der Umzug in größere Räume. Eine ehemalige Bibliothek wurde mit viel ehrenamtlichem Engagement renoviert, umgebaut und hergerichtet. Im Jahr 1999 bezog der Sonntags-Club e. V. die Räume in einem Eckgebäude in der Greifenhagener Straße 28 in Berlin Prenzlauer Berg, in denen er sich heute noch befindet. Hier steht nun wesentlich mehr Fläche für Büros und die zahlreichen Angebote für die Gruppen zur Verfügung. Ein großer Gastraum mit einer Bühne bietet Platz für Veranstaltungen. Zum 40. Geburtstag erschien ein Interviewfilm mit Mitstreitern von Kathrin Schulz und eine Broschüre, in der die vielen Gesichter der im Club Aktiven vorgestellt werden.

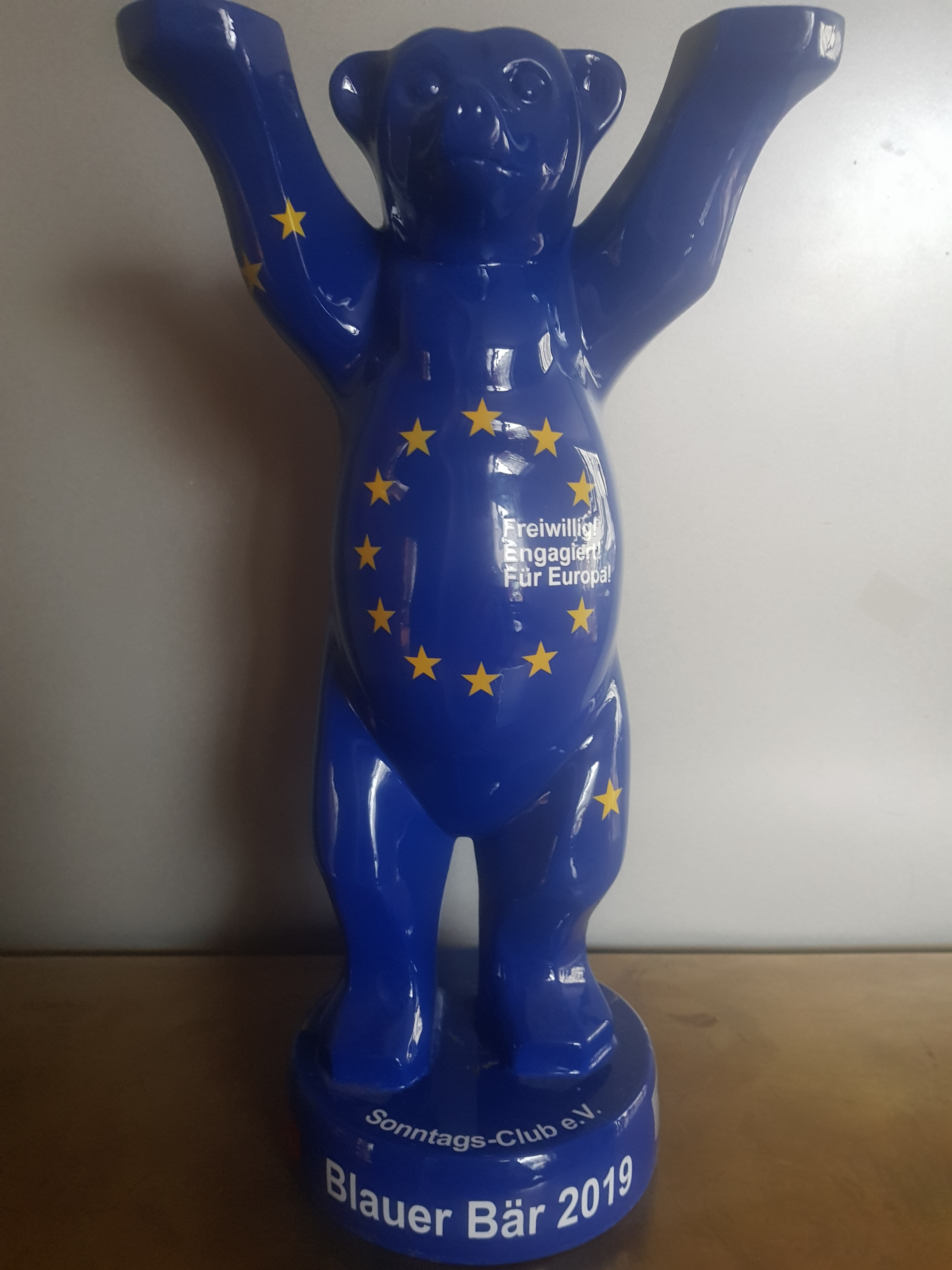
Europapreis Blauer Bär 2019

2019 wurde der Sonntags-Club von der SPD Berlin unter der Federführung der SPDqueer Berlin mit dem Magnus-Hirschfeld-Preis für besondere Verdienste im queeren Leben Berlins ausgezeichnet.
Für sein herausragendes bürgerschaftliches Engagement im Interesse der europäischen Integration erhielt der Sonntags-Club in diesem Jahr den Europapreis Blauer Bär.
Ende 2020 hat der Sonntags-Club e. V. das Projekt „Geschichte und Akteur*innen des Sonntags-Club“ ins Leben gerufen. In dessen Rahmen werden Materialien gesichtet und gesammelt, Interviews mit Zeitzeugen erstellt und Sidewalks erarbeitet – Vorbereitungen für das Jubiläum zum 50. Geburtstag des Sonntags-Clubs im Jahr 2023.

## Dokumentation
Zwischen gestern und morgen – 50 Jahre Sonntags-Club. Dokumentarfilm, Deutschland 2024, 98 Min., Buch, Regie und Produktion: Kathrin Schultz